# Frankolin rdzawoboczny
Frankolin rdzawoboczny (Scleroptila shelleyi) – gatunek średniej wielkości afrykańskiego ptaka z rodziny kurowatych (Phasianidae). Osiadły. Nie jest zagrożony wyginięciem.

## Systematyka
Międzynarodowy Komitet Ornitologiczny (IOC) wyróżnia trzy podgatunki S. shelleyi:
- S. shelleyi uluensis (Ogilvie-Grant, 1892) – środkowa i południowa Kenia, północna Tanzania.
- S. shelleyi macarthuri (van Someren, 1938) – Chyulu Hills (południowo-wschodnia Kenia).
- S. shelleyi shelleyi (Ogilvie-Grant, 1890) – południowa Uganda i środkowa Tanzania do północnej RPA i zachodniego Mozambiku. Obejmuje proponowany podgatunek S. s. canidorsalis.

Dawniej za podgatunek S. shelleyi uznawano także frankolina płowego (S. whytei). Opisano też inne nieuznawane obecnie podgatunki – sequestris i trothae.

## Morfologia

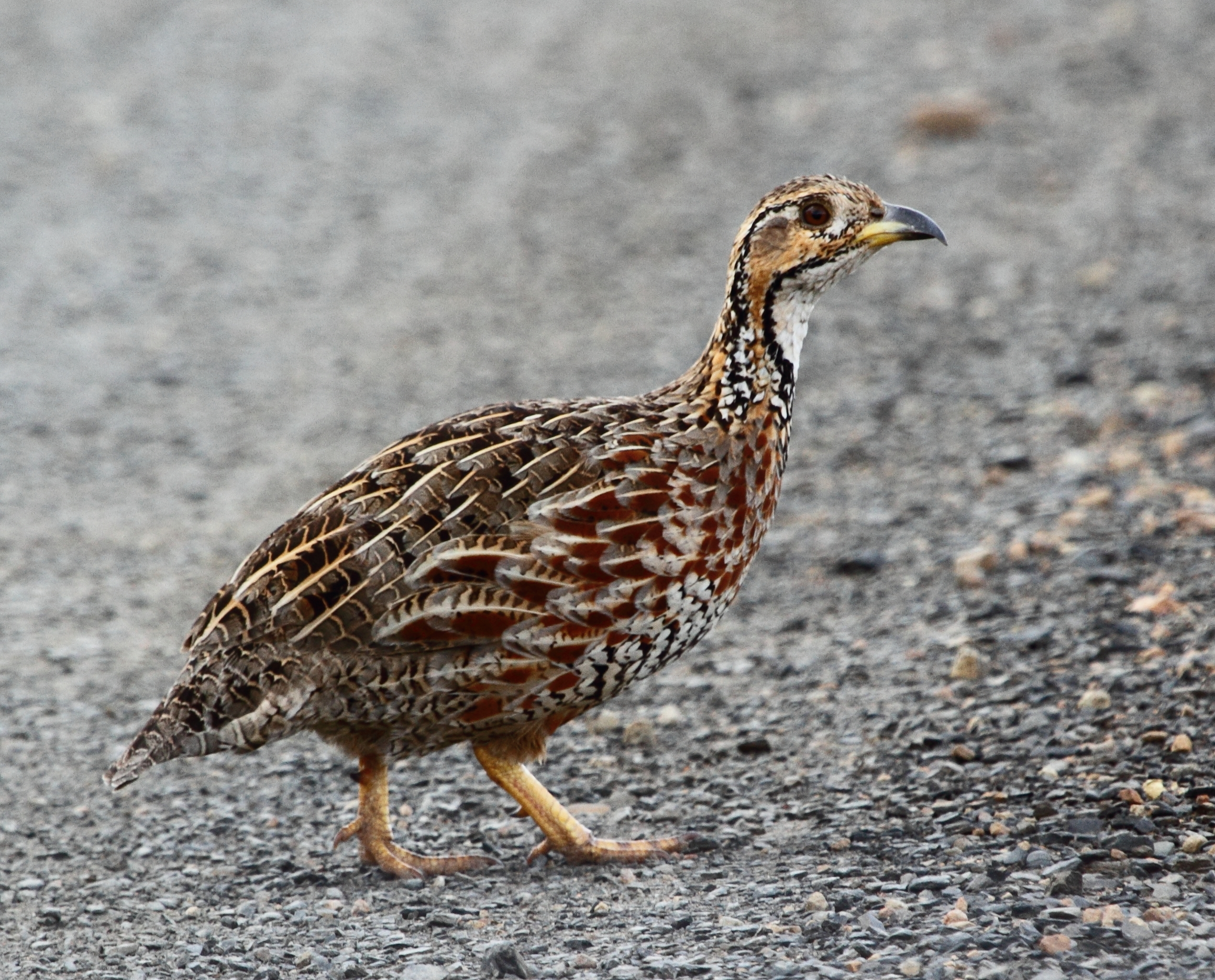
Zdjęcie wykonane w prowincji KwaZulu-Natal w RPA

Wygląd zewnętrzny: Ptak o pokroju zbliżonym do kuropatwy. Charakterystyczną cechą jest ubarwienie spodu ciała oraz widoczna w locie niewielka rdzawa plama na skrzydłach.
Rozmiary: długość ciała: ok. 33 cm.
Masa ciała: 397–600 g.

## Występowanie

### Środowisko
Górskie sawanny i tereny trawiaste oraz luźniejsze partie lasów, 700–3000 m n.p.m. Spotykany również na terenach uprawnych.

### Zasięg występowania
Wschodnia i południowo-wschodnia Afryka – od Kenii i Ugandy na południe po RPA.

## Pożywienie
Podziemne części roślin, nasiona i bezkręgowce, takie jak ślimaki, termity, mrówki i prostoskrzydłe.

## Rozród
Gatunek najprawdopodobniej monogamiczny.
Gniazdo to płytkie zagłębienie w ziemi wysłane trawą, liśćmi i tym podobnym materiałem, dobrze ukryte w trawie lub wśród skał.
Okres lęgowy: obserwowano lęgi niemal cały rok, ale szczyt aktywności zależy od regionu – w RPA przypada na okres od sierpnia do stycznia, na wschodzie Afryki od marca do lipca.
Jaja: znosi najczęściej 4–5 jaj.
Jaja wysiadywane 21–22 dni.

## Status zagrożenia
Status według kryteriów Czerwonej księgi gatunków zagrożonych IUCN: gatunek najmniejszej troski (LC – Least Concern). Liczebność populacji nie została oszacowana; ptak ten opisywany jest jako zazwyczaj pospolity, lokalnie rzadki. Trend liczebności populacji uznaje się za spadkowy ze względu na degradację siedlisk spowodowaną nadmiernym wypasem i wypalaniem.